# Joane Gadou
Joane Kouakou Gadou (Aubervilliers, Francia, 17 de enero de 2007) es un futbolista francés que juega de defensa en el F. C. Liefering de la 2. Liga.

## Estadísticas

### Clubes
Actualizado al último partido disputado el 2 de noviembre de 2024.
| Club                           | Div.          | Temporada     | Liga  | Liga  | Copas nacionales | Copas nacionales | Copas internacionales | Copas internacionales | Total | Total |
| Club                           | Div.          | Temporada     | Part. | Goles | Part.            | Goles            | Part.                 | Goles                 | Part. | Goles |
| ------------------------------ | ------------- | ------------- | ----- | ----- | ---------------- | ---------------- | --------------------- | --------------------- | ----- | ----- |
| Paris Saint-Germain II Francia | 4.ª           | 2022-23       | 12    | 0     | —                | —                | —                     | —                     | 12    | 0     |
| Paris Saint-Germain II Francia | 4.ª           | 2023-24       | 23    | 1     | —                | —                | —                     | —                     | 23    | 1     |
| Paris Saint-Germain II Francia | Total club    | Total club    | 35    | 1     | 0                | 0                | 0                     | 0                     | 35    | 1     |
| F. C. Liefering · Austria      | 2.ª           | 2024-25       | 1     | 0     | —                | —                | —                     | —                     | 1     | 0     |
| F. C. Liefering · Austria      | Total club    | Total club    | 1     | 0     | 0                | 0                | 0                     | 0                     | 1     | 0     |
| Red Bull Salzburgo · Austria   | 1.ª           | 2024-25       | 2     | 0     | 1                | 0                | 0                     | 0                     | 3     | 0     |
| Red Bull Salzburgo · Austria   | Total club    | Total club    | 2     | 0     | 1                | 0                | 0                     | 0                     | 3     | 0     |
| Total carrera                  | Total carrera | Total carrera | 38    | 1     | 1                | 0                | 1                     | 0                     | 40    | 1     |